# Gabriel Bateman
Gabriel Michael Bateman (Turlock, 10 september 2004) is een Amerikaans acteur. Hij is vooral bekend door zijn hoofdrol in talloze horrorfilms, waaronder Robert in Annabelle (2014), Martin Wells in Lights Out (2016) en Andy Barclay in Child's Play (2019).

## Levensloop
Bateman groeide op in Turlock, Californië, maar verhuisde naar Zuid-Californië toen hij zijn acteercarrière begon. Hij is de broer van actrice Talitha Bateman. Hij maakte zijn acteerdebuut in 2012 en verscheen in de film George Biddle, CPA. In 2014 had hij een bijrol als Robert in de bovennatuurlijke horrorfilm Annabelle, een spin-off van de veelgeprezen horrorfilm The Conjuring. In 2016 speelde Bateman, naast Teresa Palmer, een hoofdrol in de bovennatuurlijke horrorfilm Lights Out, geproduceerd door James Wan.
In 2019 kreeg Bateman verdere erkenning voor zijn hoofdrol als Andy Barclay in de horrorfilm Child's Play, naast Aubrey Plaza. De film was een kritisch en commercieel succes. Ook dat jaar leende hij zijn stem bij het personage Charlie Brenner in de computeranimatiefilm Playmobil: The Movie. In 2020 speelde hij als Kyle Hunter in de thriller Unhinged, naast Russell Crowe.

## Filmografie

### Film
| Jaar | Titel                | Rol             | Opmerkingen |
| ---- | -------------------- | --------------- | ----------- |
| 2012 | George Biddle, CPA   | Kind van Many   |             |
| 2013 | The Park Bench       | Boy             | Korte film  |
| 2014 | Annabelle            | Robert          |             |
| 2015 | Band of Robbers      | Jonge Huck Finn |             |
| 2015 | Checkmate            | Christopher     |             |
| 2016 | Lights Out           | Martin Wells    |             |
| 2018 | Benji                | Carter Hughes   |             |
| 2018 | Saint Judy           | Alex Wood       |             |
| 2019 | Child's Play         | Andy Barclay    |             |
| 2019 | Playmobil: The Movie | Charlie Brenner |             |
| 2019 | Robert the Bruce     | Scott           |             |
| 2020 | Think Like a Dog     | Oliver Reed     |             |
| 2020 | Unhinged             | Kyle Hunter     |             |
| 2022 | The Fabelmans        | Roger           |             |

### Televisie
| Jaar      | Titel                       | Rol               | Opmerkingen                        |
| --------- | --------------------------- | ----------------- | ---------------------------------- |
| 2014      | Maker Shack Agency          | Littlest Goth Kid | Aflevering: "Pilot"                |
| 2014      | Grey's Anatomy              | Jared Cole        | Aflevering: "Throwing It All Away" |
| 2014      | Petals on the Wind          | Michael           | Televisiefilm                      |
| 2014–2015 | Stalker                     | Ethan Taylor      | 8 afleveringen                     |
| 2015      | Your Family or Mine         | Jason Weston Jr.  | 3 afleveringen                     |
| 2015      | Wicked City                 | Cooper Flynn      | 2 afleveringen                     |
| 2015      | Code Black                  | Jason Riner       | Aflevering: "Black Tag"            |
| 2016      | American Gothic             | Jack Hawthorne    | 13 afleveringen                    |
| 2016      | Mamma Dallas                | Tucker Cox        | Televisiefilm                      |
| 2016–2017 | Outcast                     | Joshua Austin     | 4 afleveringen                     |
| 2018      | The Dangerous Book for Boys | Wyatt McKenna     | 6 afleveringen                     |